# Fundación OpenStreetMap
La Fundación OpenStreetMap (abreviada OSMF) es una organización sin fines de lucro cuyo objetivo es apoyar y permitir el desarrollo de datos geoespaciales libremente reutilizables. Fundada en 2006, está estrechamente relacionada con el proyecto OpenStreetMap, aunque su constitución no le impide apoyar otros proyectos.

## Historia
La Fundación OpenStreetMap fue registrada en Inglaterra y Gales el 22 de agosto de 2006 como una compañía limitada por garantía.
En 2007, celebró la primera conferencia sobre el estado del mapa en Mánchester.
En octubre de 2009, la fundación anunció que sus miembros, en lugar de los contribuyentes de OpenStreetMap en general, votarían sobre el cambio de la licencia de datos de OpenStreetMap de Creative Commons Attribution-ShareAlike a Open Database License.
En septiembre de 2013, la fundación comenzó a aceptar membresías corporativas en la categoría de "miembro asociado" (sin derecho a voto). Los miembros corporativos iniciales fueron Geofabrik, Geotab, Naver, NextGIS y Mapbox. En 2018, GlobalLogic participó en un esfuerzo coordinado para inscribir a los empleados como miembros individuales.
El programa de membresía de contribuyentes activos se introdujo en agosto de 2020. Según esto, los contribuyentes activos de OpenStreetMap mediante edición (al menos 42 días activos en el último período de un año) o actividades fuera de línea pueden solicitar una membresía sin costo. Tendrán derecho a voto para elegir a los miembros de la junta.
En junio de 2021, la fundación declaró que los efectos del Brexit los habían llevado a considerar regresar a la Unión Europea debido a problemas con los derechos de la base de datos, las dificultades para obtener el estatus de organización benéfica para la fundación y la creciente dificultad para utilizar PayPal y la banca en el Reino Unido. La fundación no ha anunciado la ubicación de su nueva sede. A partir de febrero de 2024, los candidatos a la reubicación son Bélgica y Luxemburgo.

## Gobernanza
La Fundación OpenStreetMap es una organización de membresía. La membresía en la fundación es independiente de una cuenta de usuario en el sitio web de OpenStreetMap: se requiere una cuenta de usuario para contribuir al mapa, mientras que la membresía en la fundación da derecho a votar en una asamblea general.
La fundación está dirigida por una junta directiva de siete miembros, incluidos los funcionarios de la fundación: presidente, secretario y tesorero. La junta es elegida por los miembros cotizantes de la fundación. En abril de 2024, la junta está formada por Guillaume Rischard (presidente), Craig Allan (secretario), Roland Olbricht (tesorero), Sarah Hoffmann, Mateusz Konieczny, Arnalie Vicario y Daniela Waltersdorfer.
Varios grupos de trabajo, compuestos en su mayoría por voluntarios, llevan a cabo el día a día de la fundación:
- Grupo de trabajo de datos: –  contravandalismo y resolución de disputas[13][14][15]
- Grupo de trabajo de comunicación
- Grupo de trabajo de ingeniería
- Grupo de trabajo legal o de licencias  –  cuestiones de marcas y licencias[2]
- Grupo de trabajo de capítulos locales
- Grupo de trabajo de membresía[11]
- Grupo de trabajo de operaciones
- Comité Organizador del State of the Map

Varios capítulos locales están afiliados a la Fundación OpenStreetMap. El capítulo local de Italia es Wikimedia Italia, que también es un capítulo de la Fundación Wikimedia.

## Programas e iniciativas
La Fundación OpenStreetMap promueve y apoya el proyecto OpenStreetMap, pero no es propietaria formal del proyecto ni de sus contenidos. El perfil relativamente bajo de la fundación en el desarrollo de OpenStreetMap se ha contrastado con la relación de la Fundación Wikimedia con Wikipedia.
Además de las operaciones diarias dentro del proyecto OpenStreetMap, la fundación y sus grupos de trabajo ejecutan varias iniciativas para promover el crecimiento del proyecto.Su conferencia anual State of the Map es la conferencia insignia dentro de la comunidad OpenStreetMap. El programa GPStogo presta receptores GPS a cartógrafos de países en desarrollo.

## Personas notables
- Steve Coast  –  expresidente emérito de la junta directiva; fundador de OpenStreetMap[21][22]
- Allan Mustard  –  exmiembro de la junta;[23] embajador retirado de los EE. UU.